# Barn (eenheid)
De barn is een eenheid van oppervlakte die vrijwel alleen in de kernfysica en de deeltjesfysica wordt gebruikt om werkzame doorsnede uit te drukken. De barn is geen SI-eenheid, maar is daar wel van afgeleid, en is ook toegelaten voor gebruik met het SI, hoewel het gebruik niet aangemoedigd wordt door het BIPM. Uitgedrukt in SI-eenheden is een barn 10−28 m2 of 100 fm2, ongeveer de vlakke doorsnede van de kern van een uraniumatoom.
De eenheid was aanvankelijk bedoeld als een codenaam in de Tweede Wereldoorlog: barn is het Engelse woord voor een grote schuur bij een boerderij. Vergeleken met de typische werkzame doorsnede voor de meeste kernreacties was de uraniumkern namelijk "zo groot als een schuur" ("as big as a barn").